# Relations entre Hong-Kong et l'Union européenne
 (décembre 2024).
Si vous disposez d'ouvrages ou d'articles de référence ou si vous connaissez des sites web de qualité traitant du thème abordé ici, merci de compléter l'article en donnant les références utiles à sa vérifiabilité et en les liant à la section « Notes et références ».
Les relations entre la région administrative spéciale de Hong Kong et l’Union européenne remontent à 1997, à la suite de la rétrocession de Hong Kong à la république populaire de Chine le 1er juillet 1997 et à la mise en place du principe « un pays, deux systèmes ».

## Ambassade ou bureau
- EU Bureau de l’Union européenne à Hong-Kong et Macao
- Hong Kong Bureau économique et commercial de Hong Kong (Bruxelles)

### Bureau de Hong Kong dans l'UE

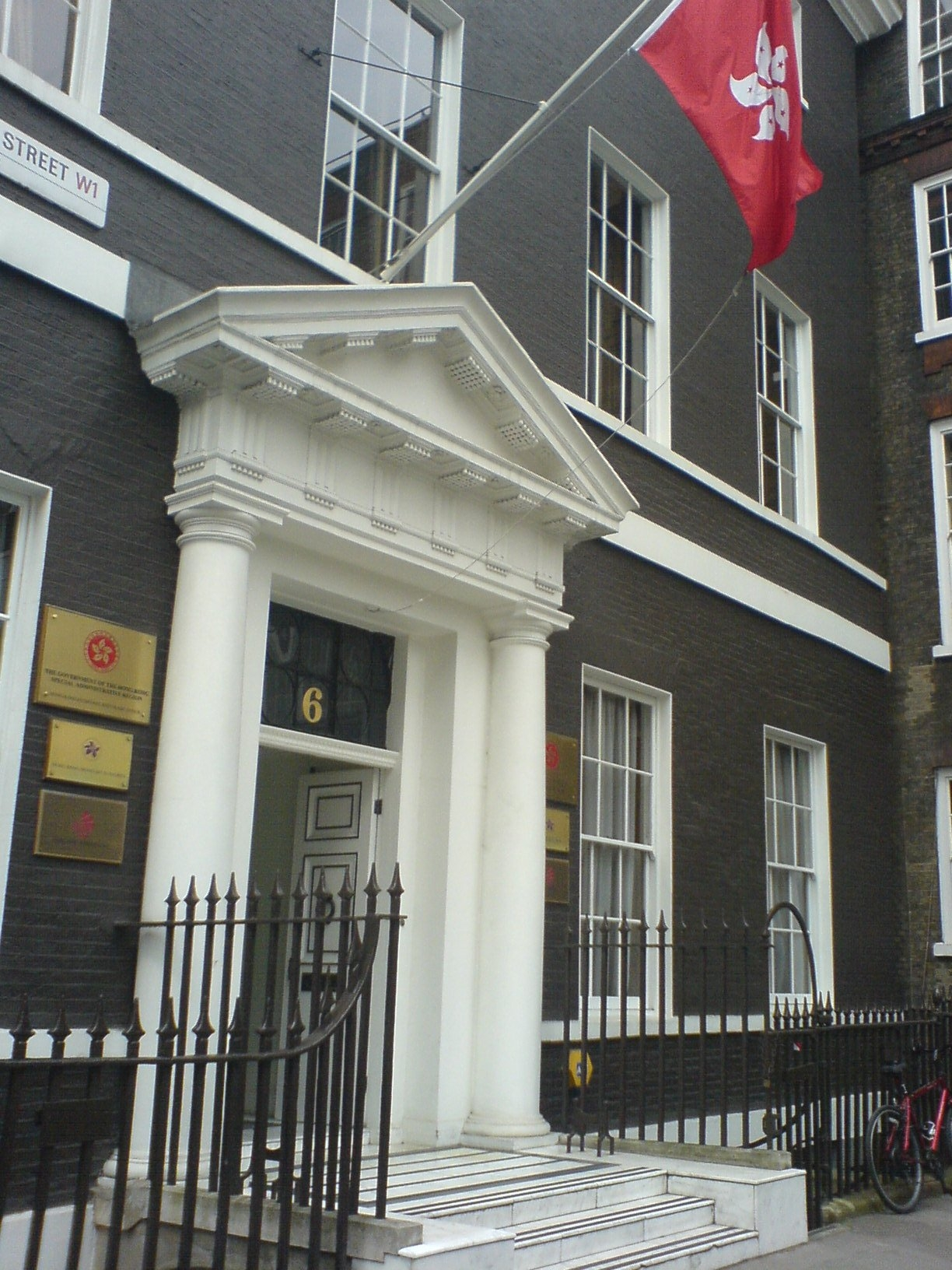
Economic and Trade Office in London

- Espagne
- Allemagne
- Belgique
- France
- République Tchèque
- Italie
- Hongrie
- Suède
- Pologne

### Consulats des pays de l'UE à Hong Kong

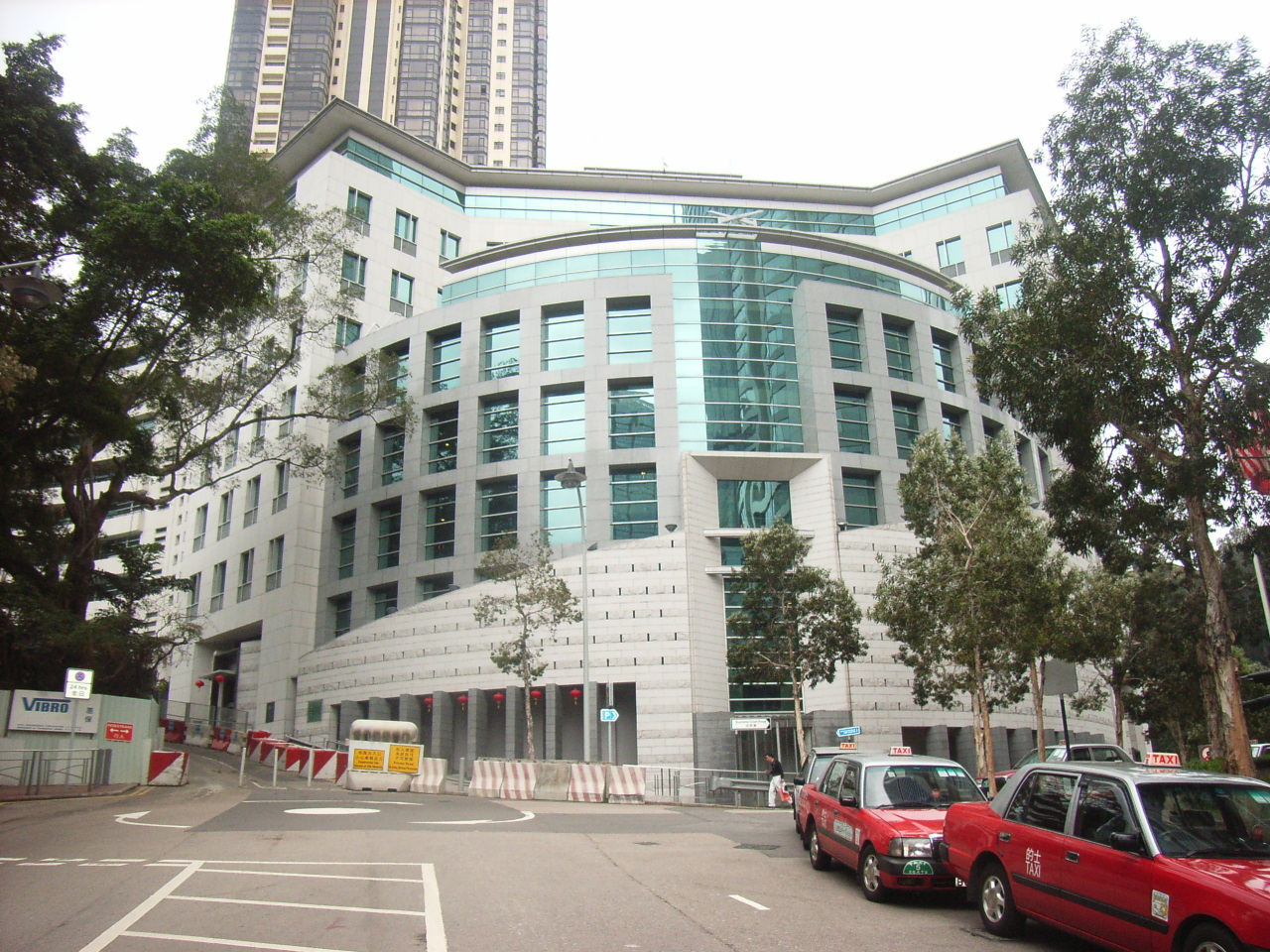
The British Consulate General in Hong Kong

La plupart des pays de l'Union européenne ont des consulats à Hong Kong.

## Accord de libre-échange
- Islande（octobre 2012）
- Liechtenstein（octobre 2012）
- Suisse（octobre 2012）
- Norvège（novembre 2012)

En outre, Hong Kong a signé des accords d'investissement et des accords d'aviation civile avec des pays de l'UE.

## Visites à l'étranger effectuées par des hauts fonctionnaires
Maintenir de bonnes relations entre les fonctionnaires de l'UE et de Hong Kong. Ils se visitent souvent. Par exemple, Le Premier ministre britannique Tony Blair a rencontré le directeur général Donald Tsang. En 2018, Carrie Lam a visité la Grande-Bretagne, l'Irlande, l'Allemagne et la France. Elle a rencontré M. Jean-Yves Le Drian, ministre de l'Europe et des Affaires étrangères et M. Édouard Philippe, Premier ministre.

## Coopération
Hong-Kong sert de plateforme à l'Union européenne dans l’approfondissement des relations avec la Chine continentale. En 2006, la communication « L'Union européenne, Hong Kong et Macao : possibilités de coopération pour la période 2007-2013 » présente les moyens par lesquels l'UE entend participer au développement économique et politique de Hong Kong.

## Commerce
Dans le cadre commercial cependant, Hong-Kong étant un territoire douanier distinct du reste de la Chine, l'Union considère Hong Kong comme étant une entité distincte économiquement.

## Sources

## Compléments